# 薩盧塔岩
薩盧塔岩（英語：Saluta Rocks），是南極洲的岩石，位於南喬治亞群島，處於勞里角以東1.9公里，由英國南極名稱諮詢委員命名，由英國海外領土管轄。